# Justine Henin
Justine Henin (Lieja, 1 de junio de 1982) es una exjugadora belga de tenis. Durante su carrera como profesional, Henin ganó siete títulos de Grand Slam: 4 Roland Garros (2003, 2005, 2006, 2007), 1 Abierto de Australia (2004) y 2 Abiertos de Estados Unidos (2003, 2007), su único Grand Slam pendiente fue Wimbledon (del que fue 2 veces finalista) y por lo tanto no consiguió el Grand Slam de carrera.
Henin también logró diez títulos de Tier I, dos WTA Tour Championships, una medalla de oro en los Juegos Olímpicos y un total de 43 títulos individuales de WTA Tour. 
El 20 de octubre de 2003 y a la edad de 21 años, Henin llegó a la cima del ranking WTA por primera vez en su carrera, ranking que mantuvo por 117 semanas en total.
Siendo la tenista número 1 del ranking mundial, anunció el 14 de mayo de 2008 en rueda de prensa su retirada con efecto inmediato del circuito profesional de tenis a la edad de 25 años. Henin permaneció retirada del circuito WTA por casi 2 años. Sin embargo, el 4 de enero de 2010 volvió al circuito profesional en el torneo de Brisbane. Luego de 6 meses de haber vuelto, Justine ocupaba el puesto n.º 13 del escalafón mundial antes del Grand Slam de Australia de 2011. El 26 de enero de 2011 anuncia su retiro definitivo del tenis debido a una lesión grave en su codo.

## Biografía
Justine Henin nació en la ciudad belga de Lieja, en el seno de una familia acomodada. El padre, Joseph Henin, era un hombre de negocios, y la madre, Françoise Rosière, profesora de francés y de historia. El fallecimiento de su madre en 1995, víctima de un cáncer intestinal, sumió en la depresión a todos sus hermanos: Sarah, Florence (que moriría atropellada) y David. Su relación con el tenis se inició cuando tenía poco más de dos años, porque residía a unos cien metros del Club de Tenis de Rochefort, donde, como un juego de niña, empezó a coger una raqueta. A partir de los cinco años pasó dos meses de vacaciones en un club de tenis, que sólo abandonaba para ir a comer.
A los seis años era miembro del Club de Tenis de Ciney, donde descubrió el mundo de los entrenamientos sistemáticos y de las competiciones con niñas de su edad. Tras seguir las instrucciones de varios profesores, entró a formar parte de la Federación belga, donde tuvo como maestros a Jean-Pierre Collot y Luc Bodart, quienes pulieron en parte a aquel diamante en bruto.
Su progresión en la Federación fue tan rápida que a los dos años se dio de baja para entrenar en un club privado, el TC Géronsart, a las órdenes de Carlos Rodríguez. En aquella época compaginaba el tenis con el fútbol, hasta que a los doce años optó definitivamente por la raqueta. El padre estimó, equivocadamente, que con Rodríguez ya no podía progresar más, y la puso durante dos años bajo la tutela técnica de Michel Mouillard.
A los catorce años, poco después del fallecimiento de su madre, Justine regresó a la Federación, donde se reencontró con Rodríguez, quien había fichado también por la entidad federativa y que imprimió a su tenis el sello de calidad que la caracteriza. Como se entrenaba principalmente en Mons, prosiguió sus estudios de bachillerato en el Ateneo de esta localidad. Los acontecimientos se precipitaron cuando en 1997 ganó el Orange Bowl, equivalente al campeonato del mundo júnior. A este título mundial sumó pocas semanas después el Roland Garros júnior. Ambos títulos le proporcionaron una proyección global 
El padre le hizo comprender que debía dedicarse en exclusiva al tenis y abandonó los estudios. Así, en 1999, se hizo profesional. Debutó jugando para su país la Copa Federación. Pero su entrada triunfal en el circuito internacional se produjo poco después al proclamarse ganadora del Torneo de Amberes, derrotando en la final a Sarah Pitkowkis. En este torneo intimó con Pierre-Yves Hardenne, que el 16 de noviembre de 2002 se convertiría en su esposo. Entonces adoptaría el apellido Hardenne (aunque siguió utilizando también el suyo porque la legislación belga no permite usar sólo el del esposo) durante cuatro años, hasta que se divorciaron a finales de 2006.
Desde marzo del 2011, está en una relación con Benoît Bertuzzo, un camarógrafo belga, y secretamente se casó con él en marzo del 2015. El 12 de septiembre Henin anunció su embarazo, dando a luz a una niña en 2013. En 2017 dio a luz a su segundo hijo, un niño.

## Carrera

### 1996-2000: Inicios como profesional

#### 1996
Justine Henin, debuta en los torneos menores de la ITF en esta temporada, debutando en el ITF de Mallorca en la modalidad de individuales cerrando con una victoria y una derrota esta temporada.

#### 1997
En esta temporada la belga lograría consolidarse en dos de los cuatro torneos que disputaría en la modalidad de individuales en el circuito ITF, y ambas en tierra batida; mientras que en la modalidad del dobles solo disputaría un torneo en donde caería en su debut.

#### 1998
En esta temporada la jugadora de Lieja se consolidaría en tres torneos ITF de nueva cuenta, cerrando el año dentro de las 250 primeras del ranking de la WTA. Por otro lado en la modalidad de dobles, la belga disputaría dos finales del circuito ITF cayendo derrotada en la primera de ellas, pero en la segunda se impondría al lado de su compatriota y rival Kim Clijsters en Israel, con la particularidad que en dicho torneo también ganaría en la modalidad de individuales.

#### 1999
Justine Henin durante esta temporada daría por iniciada su recorrido en el circuito de la WTA; pero antes de esto conquistaría un título de categoría ITF en Francia, viniendo desde la clasificación, se llevaría la corona sobre la que sería su gran rival y compatriota Kim Clijsters.
Henin iniciaría su recorrido en el circuito WTA  a través de una invitación a uno de los torneos celebrados en su natal Bélgica, en el Flanders Women's Open disputado en pistas de polvo de ladrillo, para sorpresa de todos la jovencísima belga levantaría el título en su debut en un torneo WTA convirtiéndose en la quinta jugadora en conseguir dicho hito.
Por otro lado la belga debutaría en los torneos de Grand Slam en el Abierto de Francia tras disputar con éxito la clasificación de dicho evento llegando hasta segunda vuelta donde caería a manos de la actual n.º 2 del mundo, Lindsay Davenport en tres sets disputados, así mismo caería eliminada en su debut en el US Open ante la francesa Amélie Mauresmo, cerrando el año en el top-70 de la WTA.
Por otro lado en la modalidad del dobles la belga disputaría 9 torneos donde alcanzaría las semifinales en el Flanders Women's Open como mejor resultado en el año.

#### 2000
El nuevo milenio trajo para Justine un mayor desenvolvimiento en el circuito WTA, donde disputaría tres cuartos de final en torneos Tier IV, cayendo derrotada en todos, así mismo haría su debut en el Australian Open y en Wimbledon donde caería en segunda y primera ronda ante la actual n.º 1 Martina Hingis y la ex-n.º 1 del mundo, la española Arantxa Sánchez-Vicario respectivamente. Ganaría un último torneo ITF en su Bélgica natal sin ceder ningún set, así mismo llegaría a la segunda semana de un Grand Slam por primera vez en el US Open cayendo en octavos de final ante la n.º 2 del mundo Lindsay Davenport. En la modalidad de dobles solo disputaría dos torneos levantando la copa en uno de ellos junto a Virginie Razzano en un ITF en Francia para concluir su año.
Henin cerraría el año en el top 50 por primera vez en el ranking de la WTA.

### 2001
Durante esta temporada la belga Henin disputaría 6 finales del circuito de la WTA, levantando los títulos en Gold Coast, Canberra y 's-Hertogenbosch, además de llegar a la segunda semana en cada uno de los torneos de Grand Slam, llegando a la cuarta ronda en Australia y New York, alcanzaría las semifinales en Roland Garros cediendo ante Kim Clijsters y a la final de Wimbledon cayendo ante la campeona defensora Venus Williams en tres intensos parciales. En los torneos de categoría WTA Tier I, llegaría a las semifinales de Berlín como la mejor actuación de la belga en estos torneos. Con todos estos resultados Henin se clasificaría por primera vez a las finales de la WTA organizado en Múnich, donde caería en los cuartos de final, a manos de Serena Williams. Henin colaboraría en el equipo nacional de su país para ganar la Fed Cup para su nación por primera vez en su historia, con una victoria sólida sobre la joven rusa Nadia Petrova en la final.

#### Torneos disputados
| N.º | Fecha                    | Torneo                                | Ubicación        | Categoría    | Superficie    | Ronda |
| 1.  | 31 de diciembre de 2000  | Thalgo Australian Women's Hardcourts  | Gold Coast       | WTA Tier III | Dura          | G     |
| 2.  | 7 de enero de 2001       | Canberra International                | Canberra         | WTA Tier III | Dura          | G     |
| 3.  | 15 de enero de 2001      | Australian Open                       | Melbourne        | Grand Slam   | Dura          | R4    |
| 4.  | 12 de febrero de 2001    | Internationaux de Tennis Feminin Nice | Niza             | WTA Tier II  | Dura (i)      | R2    |
| 5.  | 26 de febrero de 2001    | State Farm Women's Tennis Classic     | Scottsdale       | WTA Tier II  | Dura          | R1    |
| 6.  | 7 de marzo de 2001       | Pacific Life Open                     | Indian Wells     | WTA Tier I   | Dura          | R3    |
| 7.  | 21 de marzo de 2001      | Ericsson Open                         | Miami            | WTA Tier I   | Dura          | R3    |
| 8.  | 9 de abril de 2001       | Estoril Open                          | Estoril          | WTA Tier IV  | Tierra batida | SF    |
| 9.  | 30 de abril de 2001      | Betty Barclay Cup                     | Hamburgo         | WTA Tier II  | Tierra batida | CF    |
| 10. | 7 de mayo de 2001        | Eurocard Ladies German Open           | Berlín           | WTA Tier I   | Tierra batida | SF    |
| 11. | 28 de mayo de 2001       | Roland Garros                         | París            | Grand Slam   | Tierra batida | SF    |
| 12. | 18 de junio de 2001      | Heineken Trophy                       | 's-Hertogenbosch | WTA Tier III | Césped        | G     |
| 13. | 25 de junio de 2001      | Wimbledon Championships               | Londres          | Grand Slam   | Césped        | F     |
| 14. | 13 de agosto de 2001     | Rogers AT&T Cup                       | Toronto          | WTA Tier I   | Dura          | CF    |
| 15. | 19 de agosto de 2001     | Pilot Pen Tennis                      | New Haven        | WTA Tier II  | Dura          | CF    |
| 16. | 27 de agosto de 2001     | US Open                               | New York         | Grand Slam   | Dura          | R4    |
| 17. | 10 de septiembre de 2001 | Big Island Championships              | Waikoloa Village | WTA Tier IV  | Dura          | F     |
| 18. | 1 de octubre de 2001     | Kremlin Cup                           | Moscú            | WTA Tier I   | Carpeta (i)   | R2    |
| 19. | 8 de octubre de 2001     | Porsche Tennis Grand Prix             | Filderstadt      | WTA Tier II  | Dura (i)      | F     |
| 20. | 22 de octubre de 2001    | Generali Ladies Linz                  | Linz             | WTA Tier II  | Dura (i)      | R2    |
| 21. | 29 de octubre de 2001    | Sanex Championships                   | Munich           | Finales WTA  | Dura (i)      | CF    |

### 2002
Henin inicia la temporada como top-10 en el n.º 7 del mundo, el año comienza con su primer cuartos de final en el Australian Open, cayendo nuevamente derrotada por Kim Clijsters. En el Proximous Diamond Games en su país, un evento de Tier II, llegó hasta la definición perdiendo en tres sets ante Venus Williams.
La temporada de canchas de arcilla es estelarizada con las finales entre  las Williams y Henin. En la final de Amelia Island, en tierra batida verde, perdió 6-2, 7-6, 7-5, y no fue hasta el Eurocard German Open, un Tier I, donde derrotó a Serena Williams por primera vez.
Inmediatamente a la semana siguiente en el Tier I de Roma cae derrotada ante Serena en dos sets. Ya en Roland Garros perdió en la primera ronda contra Aniko Kapros por un marcador de 6-4, 1-6, 0-6.
Al igual que en 2001, inicia rápidamente su vuelta al césped y fue doble semifinalista en Ordina Open y en Wimbledon, una vez más, una Williams la derrotó aquí en dos sets, después de derrotar a Monica Seles por primera vez en los cuartos de final.
En el US Open, decepcionantemente cae eliminada en octavos contra Daniela Hantuchova y ganó su segundo torneo del  año, en el Generali Ladies Linz, logrando clasificar al WTA Tour Championships donde caería eliminada en los cuartos de final a manos de Kim Clijsters.
Además sería el último año en donde jugaría de manera regular en el circuito de dobles, consiguiendo títulos en Cold Coast y en Zúrich.
El año, no muy brillante, termina con una nueva progresión, en el quinto lugar, debido a su regularidad.

#### Torneos disputados
| N.º | Fecha                    | Torneo                               | Ubicación        | Categoría      | Superficie        | Ronda |
| 1.  | 31 de diciembre de 2001  | Thalgo Australian Women's Hardcourts | Gold Coast       | WTA Tier III   | Dura              | F     |
| 2.  | 6 de enero de 2002       | Adidas International                 | Sídney           | WTA Tier II    | Dura              | CF    |
| 3.  | 14 de enero de 2002      | Australian Open                      | Melbourne        | Grand Slam     | Dura              | CF    |
| 4.  | 4 de febrero de 2002     | Open GDF Suez                        | París            | WTA Tier II    | Dura (i)          | CF    |
| 5.  | 11 de febrero de 2002    | Proximus Diamond Games               | Amberes          | WTA Tier II    | Dura (i)          | F     |
| 6.  | 6 de marzo de 2002       | Pacific Life Open                    | Indian Wells     | WTA Tier I     | Dura              | R4    |
| 7.  | 20 de marzo de 2002      | NASDAQ-100 Open                      | Miami            | WTA Tier I     | Dura              | R2    |
| 8.  | 8 de abril de 2002       | Bausch & Lomb Championships          | Amelia Island    | WTA Tier II    | Tierra batida (v) | F     |
| 9.  | 29 de abril de 2002      | Betty Barclay Cup                    | Hamburgo         | WTA Tier II    | Tierra batida     | CF    |
| 10. | 6 de mayo de 2002        | Eurocard German Open                 | Berlín           | WTA Tier I     | Tierra batida     | G     |
| 11. | 13 de mayo de 2002       | Italian Open                         | Roma             | WTA Tier I     | Tierra batida     | F     |
| 12. | 27 de mayo de 2002       | Roland Garros                        | París            | Grand Slam     | Tierra batida     | R1    |
| 13. | 17 de junio de 2002      | Ordina Open                          | 's-Hertogenbosch | WTA Tier III   | Césped            | SF    |
| 14. | 24 de junio de 2002      | Wimbledon Championships              | Londres          | Grand Slam     | Césped            | SF    |
| 15. | 22 de julio de 2002      | Bank of the West Classic             | Stanford         | WTA Tier II    | Dura              | R1    |
| 16. | 12 de agosto de 2002     | Rogers AT&T Cup                      | Montreal         | WTA Tier I     | Dura              | CF    |
| 17. | 18 de agosto de 2002     | Pilot Pen Tennis                     | New Haven        | WTA Tier II    | Dura              | R2    |
| 18. | 26 de agosto de 2002     | US Open                              | New York         | Grand Slam     | Dura              | R4    |
| 19. | 23 de septiembre de 2002 | Sparkassen Cup                       | Leipzig          | WTA Tier II    | Carpeta (i)       | SF    |
| 20. | 7 de octubre de 2002     | Porsche Tennis Grand Prix            | Filderstadt      | WTA Tier II    | Dura (i)          | R2    |
| 21. | 13 de octubre de 2002    | Swisscom Challenge                   | Zúrich           | WTA Tier I     | Carpeta (i)       | SF    |
| 22. | 21 de octubre de 2002    | Generali Ladies Linz                 | Linz             | WTA Tier II    | Carpeta (i)       | G     |
| 23. | 6 de noviembre de 2002   | WTA Tour Championships               | Los Ángeles      | Finales de WTA | Dura (i)          | CF    |

### 2003

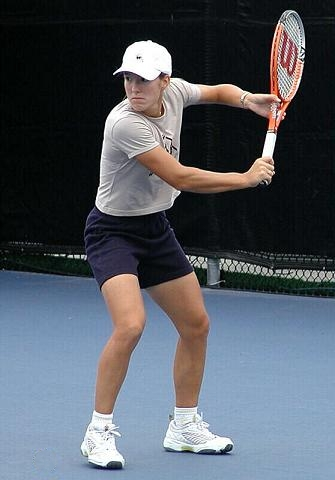
Justine Henin preparándose para golpear de revés

Henin inició el año como la n.º 5 del ranking de la WTA perdiendo con Kim Clijsters en las semifinales del Medibank International en Sídney. En la cuarta ronda del Australian Open en Melbourne, derrotaría a Lindsay Davenport por 7–5, 5–7, 9–7 en un partido que duró más de tres horas de juego, Henin revirtió un 4–1 en el último set, con altas temperaturas, y calambres musculares para derrotar a Davenport por primera vez en su carrera. Después perdería ante Venus Williams en las semifinales en sets seguidos.
Henin caería ante Kim Clijsters en las semifinales del Proximus Diamond Games en Amberes. En el Dubái Tennis Championships una semana después, derrotaría a Monica Seles en la final por 4–6, 7–6, 7–5 después de que Seles tuvo un punto partido a su favor en el 5–4 en el segundo set.
El siguiente torneo que jugó Henin fue el  Tier I del NASDAQ-100 Open. Perdería en los cuartos de final ante la n.º 10 del mundo, Chanda Rubin, por 6–3, 6–2.
En las pistas de tierra batida del Family Circle Cup en Charleston, Henin derrotaría a la n.º 1 de la WTA, Serena Williams en la final. Esta fue la primera derrota de Williams en el año tras 21 victorias.
La siguiente semana, Henin llegaría a las semifinales del Bausch & Lomb Championships en Amelia Island, Florida, perdiendo ante la eventual campeona Elena Dementieva por 3–6, 6–4, 7–5. Henin ayudaría a su nación a derrotar a Austria 5-0 en la primera ronda de la Fed Cup.
En mayo Henin defendió exitosamente su título en el MasterCard German Open de Berlín. En la final salvó tres puntos de partido en el tercer set antes de derrotar a Kim Clijsters.
En Roland Garros, fue la cuarta sembrada, y derrotaría a la campeona defensora, Serena Williams, en un duelo controversial de semifinal con victoria para la belga por 6–2, 4–6, 7–5; En la final, Henin derrotaría a Kim Clijsters en sets seguidos. Este fue su primer título de Grand Slam, y fue la primera belga en la historia en ganar un título de Grand Slam.
Henin inició su preparación para Wimbledon, en las pistas de césped del Ordina Open en 's-Hertogenbosch, perdería en la final ante Clijsters; estuvo forzada a retirarse del partido después de sufrir una lesión en su dedo. En Wimbledon, Henin fue la tercera cabeza de serie, derrota a Mary Pierce en la cuarta ronda y a Svetlana Kuznetsova en los cuartos de final, antes de perder a manos de Serena Williams en sets seguidos.
El primer torneo de Henin tras Wimbledon fue el duelo de Fed Cup ante Eslovaquia. Ella ganaría sus dos duelos en individuales para ayudar a Bélgica a ganar por 5-0 e iniciar con estos resultados su racha de 22 victorias consecutivas. Jugó posteriormente dos torneos duante el verano norteamericano antes de disputar el US Open. En el Tier II, el Acura Classic en San Diego, como la tercera sembrada Henin derrotó a la máxima sembrada Kim Clijsters en la final. Dos semanas después en el Tier I, de Toronto, derrotaría a la joven rusa Lina Krasnoroutskaya en la final.
Henin fue la segunda cabeza de serie en el US Open. Ganaría sus primeros cuatro partidos contra jugadoras sin sembrar antes de derrotar a la séptima sembrada Anastasia Myskina en los cuartos de final y luego vencería a la sexta sembrada y local Jennifer Capriati en las semifinales 4–6, 7–5, 7–6(4) en un partido que duró más de tres horas de partido sobrepasando la medianoche. Henin revirtió un 3-5 abajo en el segundo set y un 2–5 en el set final. Fue tratada por calambras musculares y deshidratación durante toda la noche, pero regresó a jugar la final al siguiente día. En la final, Henin derrotaría a Kim Clijsters en sets seguidos.La victoria de Henin la catapultó al n.º 2 del ranking mundial de la WTA, solo por detrás de Clijsters.
En su siguiente evento que disputó el Sparkassen Cup en Leipzig, perdería ante Myskina en la final. Esta derrotaría acabaría la racha de 22 victorias seguidas de Henin. Dos semanas después en el Porsche Tennis Grand Prix en Filderstadt, Henin volvería a perder en una final esta vez ante Clijsters. Si hubiera ganado este partido, Henin hubiera reemplazado a Clijsters inmediatamente en el  n.º 1 del mundo.
En el Tier I del Zúrich Open la siguiente semana, Henin llegaría a su sexta final consecutiva, donde derrotaría a la australiana Jelena Dokić. Esta victoria la catapultó a convertirse en la 13.ª n.º 1 del mundo de la WTA el 20 de octubre de 2003. Henin temporalmente perdería su número 1 del mundo una semana después, tras declinar en defender su título en el Generali Ladies Linz.
En el torneo que cierra la temporada, el WTA Tour Championships en Los Ángeles, Henin derrotó a Myskina y Capriati, perdiendo ante la japonesa Ai Sugiyama en sus partidos de round robin, estos resultados fueron suficiente para que Justine recupere el n.º 1 del mundo. En las semifinales, perdería ante Amélie Mauresmo por 6–7(2), 6–3, 3–6, pero ante este resultado acabaría el año como la n.º 1 del mundo por primera vez.
Henin fue nombrada campeona mundial de la ITF del 2003.

#### Torneos disputados
| N.º | Fecha                    | Torneo                       | Ubicación        | Categoría      | Superficie        | Ronda |
| 1.  | 5 de enero de 2003       | Adidas International         | Sídney           | WTA Tier II    | Dura              | SF    |
| 2.  | 13 de enero de 2003      | Australian Open              | Melbourne        | Grand Slam     | Dura              | SF    |
| 3.  | 10 de febrero de 2003    | Proximus Diamond Games       | Amberes          | WTA Tier II    | Carpeta (i)       | SF    |
| 4.  | 17 de febrero de 2003    | Dubai Duty Free Women's Open | Dubái            | WTA Tier II    | Dura              | G     |
| 5.  | 19 de marzo de 2003      | NASDAQ-100 Open              | Miami            | WTA Tier I     | Dura              | CF    |
| 6.  | 7 de abril de 2003       | Family Circle Cup            | Charleston       | WTA Tier I     | Tierra batida (v) | G     |
| 7.  | 14 de abril de 2003      | Bausch & Lomb Championships  | Amelia Island    | WTA Tier II    | Tierra batida (v) | SF    |
| 8.  | 5 de mayo de 2003        | MasterCard German Open       | Berlín           | WTA Tier I     | Tierra batida     | G     |
| 9.  | 26 de mayo de 2003       | Roland Garros                | París            | Grand Slam     | Tierra batida     | G     |
| 10. | 16 de junio de 2003      | Ordina Open                  | 's-Hertogenbosch | WTA Tier III   | Césped            | F     |
| 11. | 23 de junio de 2003      | Wimbledon Championships      | Londres          | Grand Slam     | Césped            | SF    |
| 12. | 28 de julio de 2003      | Accura Classic               | San Diego        | WTA Tier II    | Dura              | G     |
| 13. | 11 de agosto de 2003     | Rogers AT&T Cup              | Toronto          | WTA Tier I     | Dura              | G     |
| 14. | 25 de agosto de 2003     | US Open                      | New York         | Grand Slam     | Dura              | G     |
| 15. | 22 de septiembre de 2003 | Sparkassen Cup               | Leipzig          | WTA Tier II    | Carpeta (i)       | F     |
| 16. | 6 de octubre de 2003     | Porsche Tennis Grand Prix    | Filderstadt      | WTA Tier II    | Dura (i)          | F     |
| 17. | 12 de octubre de 2003    | Swisscom Challenge           | Zúrich           | WTA Tier I     | Dura (i)          | G     |
| 18. | 4 de noviembre de 2003   | WTA Tour Championships       | Los Ángeles      | Finales de WTA | Dura (i)          | SF    |

### 2004
Henin inició el 2004 al ganar un torneo de preparación en Sídney y el Australian Open en Melbourne, derrotando a Kim Clijsters en tres sets en la gran final.
Para el final de la temporada de pistas duras de primavera del 2004, Henin logró una racha de 25 victorias en Tier I, y un 22-1 desde iniciada la temporada, ganando sus 16 primeros partidos en la temporada, incluido el título en Dubái.
Al inicio de la temporada de tierra batida europea la salud de Henin fue gravemente afectada por una infección a causa del citomegalovirus y problemas a su sistema inmune.
Aunque Henin decidió defender su título en Roland Garros y fue la primera sembrada en el cuadro oficial, terminaría cayendo derrotada en la segunda ronda a manos de la top 90 Tathiana Garbin de Italia. Al mismo tiempo, esta derrota marcó la segunda vez en 15 participaciones en torneos de Grand Slam en la que cae derrotada antes de la cuarta ronda.
Después de muchas semanas de descanso por el problema del virus, terminaría dándose de baja de la temporada de césped y de Wimbledon, Henin regresaría al circuito ganando la medalla de oro en la rama femenina de sencillos en los Juegos Olímpicos en Atenas, derrotando a Amélie Mauresmo en la final por 6–3, 6–3. Henin llegó a la definición por la medalla de oro al derrotar a la flamante y actual campeona de Roland Garros, la rusa Anastasia Myskina en una dramática semifinal por 7–5, 5–7, 8–6 después de que la belga remontara un marcador de 1–5 en el set decisivo. La ceremonia de premiación de las medallas estuvo a cargo de su compatriota y presidente del comité olímpico internacional Jacques Rogge.
En septiembre, no pudo defender su corona en el US Open, perdiendo ante Nadia Petrova en la cuarta ronda. Esta derrota tuvo por consecuencia que Justine pierda el n.º 1 del mundo, el cual había conservado por 45 semanas no consecutivas. Henin toma la decisión de darse de baja de los siguientes torneos del resto de la temporada con el objetivo de recuperar su salud y mejorar su físico degastado, cerrando el año como la n.º 8 del ranking de la WTA.

#### Torneos disputados
| N.º | Fecha                 | Torneo                       | Ubicación     | Categoría        | Superficie        | Ronda |
| 1.  | 11 de enero de 2004   | Adidas International         | Sídney        | WTA Tier II      | Dura              | G     |
| 2.  | 19 de enero de 2004   | Australian Open              | Melbourne     | Grand Slam       | Dura              | G     |
| 3.  | 23 de febrero de 2004 | Dubai Duty Free Women's Open | Dubái         | WTA Tier II      | Dura              | G     |
| 4.  | 1 de marzo de 2004    | Qatar Total Open             | Doha          | WTA Tier II      | Dura              | SF    |
| 5.  | 10 de marzo de 2004   | Pacific Life Open            | Indian Wells  | WTA Tier I       | Dura              | G     |
| 6.  | 5 de abril de 2004    | Bausch & Lomb Championships  | Amelia Island | WTA Tier II      | Tierra batida (v) | SF    |
| 7.  | 24 de mayo de 2004    | Roland Garros                | París         | Grand Slam       | Tierra batida     | R2    |
| 8.  | 16 de agosto de 2004  | Juegos Olímpicos de Atenas   | Atenas        | Juegos Olímpicos | Dura              | G     |
| 9.  | 30 de agosto de 2004  | US Open                      | New York      | Grand Slam       | Dura              | R4    |

### 2005
El plan de Henin de retornar al circuito a principios de año fueron frustrados, al momento de fracturarse su rótula izquierda en una sesión de entrenamiento en diciembre del 2004.
El 25 de marzo, después de estar más de seis meses alejada de la competición, Henin regresaría al circuito de la WTA en el NASDAQ-100 open en Miami. Ahí perdería ante la n.º 2 del mundo María Sharápova en los cuartos de final. Se recuperaría en su siguiente torneo. al ganar el torneo de tierra batida en las pistas del Family Circle Cup en Charleston. Ganaría dos torneos más en pistas de tierra batida antes de que dé inicio Roland Garros. Sus victorias sobre Lindsay Davenport, Sharapova, Elena Dementieva, Svetlana Kuznetsova, y Nadia Petrova la volvieron una potencial contendiente de cara al Abierto de Francia.
Henin fue la décima sembrada en Roland Garros derrotando a la francesa Mary Pierce en la final en sets seguidos para conquistar su segundo título en Roland Garros. Esta victoria de Henin marca su victoria n.º 24 consecutiva en tierra batida en la temporada y su décima victoria en una final consecutivamente, una racha que data desde Zúrich en octubre del 2003. Para conquistar el título, Justine derrotó a Kuznetsova en la cuarta ronda, a Sharapova en cuartos de final,y a Petrova en semifinales. Henin salvó dos puntos de partido para derrotar a Kuznetsova en la cuarta ronda por 7–6(6), 4–6, 7–5 con este hito se convierte en la segunda campeona de Roland Garros después de salvar un punto de partido.
Con su victoria en Roland Garros, Henin ascendió del n.º 12 al n.º 7 e el ranking de la WTA. Tuvo un récord perfecto de 24–0 en tierra batida este año y junto a Monica Seles son las dos únicas campeonas activas en Roland Garros en ganarlo al menos dos veces.
En Wimbledon, su racha de victorias de 24 partidos fue quebrado en la primera ronda por la griega Eleni Daniilidou por 7–6, 2–6, 7–5. Fue la primera vez en el que la actual campeona de Roland Garros no logra ganar un partido en Wimbledon. Una lesión en el tendón tempranamente en el año limitaría su participación durante el resto de la temporada al jugar 11 partidos en lo que queda de la temporada.
Henin regresaría al circuito en la Rogers Cup en Toronto, donde llegaría a la final tras batir a Mauresmo en semifinales antes de perder ante Clijsters en sets seguidos. Henin perdería en la cuarta ronda del US Open ante la eventual finalista del torneo, la francesa Mary Pierce por 3–6, 4–6. Después de esto, jugó en Filderstadt, pero perdería en su debut ante Flavia Pennetta, Justine decidiría no volver a jugar por el resto del 2005.

#### Torneos disputados
| N.º | Fecha                | Torneo                    | Ubicación   | Categoría   | Superficie        | Ronda |
| 1.  | 23 de marzo de 2005  | NASDAQ-100 Open           | Miami       | WTA Tier I  | Dura              | CF    |
| 2.  | 11 de abril de 2005  | Family Circle Cup         | Charleston  | WTA Tier I  | Tierra batida (v) | G     |
| 3.  | 25 de abril de 2005  | J&S Cup                   | Varsovia    | WTA Tier II | Tierra batida     | G     |
| 4.  | 2 de mayo de 2005    | Qatar Total German Open   | Berlín      | WTA Tier I  | Tierra batida     | G     |
| 5.  | 23 de mayo de 2005   | Roland Garros             | París       | Grand Slam  | Tierra batida     | G     |
| 6.  | 20 de junio de 2005  | Wimbledon Championships   | Londres     | Grand Slam  | Césped            | R1    |
| 7.  | 5 de agosto de 2005  | Rogers Cup                | Toronto     | WTA Tier I  | Dura              | F     |
| 8.  | 29 de agosto de 2005 | US Open                   | New York    | Grand Slam  | Dura              | R4    |
| 9.  | 3 de octubre de 2005 | Porsche Tennis Grand Prix | Filderstadt | WTA Tier II | Dura (i)          | R2    |

### 2006
En enero Henin regresaría a la competición tras un año repleto de lesiones en Sídney, un torneo preparatorio de cara al Australian Open. Fue la quinta sembrada jugando en su debut ante la ex-n.º 1 del mundo (la cual estaba retornando al tenis) Martina Hingis derrotándola por 6–3, 6–3, lugar en donde además se llevaría su primer título del año sobre la italiana Francesca Schiavone.
En el Australian Open, Henin derrotaría a la n.º 1 del mundo Lindsay Davenport en cuartos de final y a la n.º 4 del Mundo María Sharápova en semifinales, en partidos a tres sets para alcanzar la final contra la tercera del ranking, la francesa Amélie Mauresmo. En la final mientras el marcador estaba 6–1, 2–0 a favor de la francesa, Henin acabaría retirándose del partido, argumentado intensos dolores en su estómago a causa del sobreúso de antiinflamatorios por una persistente lesión en su hombro. Henin declaró que de haber continuado en el partido, ella hubiera temido que la lesión y los dolores se hubieran incrementado. Henin fue duramente criticada por la prensa porque ella había declarado después de su duelo frente a Sharapova que estaba "en su mejor estado físico" y estaba jugado el "mejor tenis de su vida". Esta fue solo la cuarta vez en una final femenina de Grand Slam que finaliza por un retiro desde 1900 y la primera en la Era Abierta.
Henin conquistó su segundo título del año en el Tier II de Dubái derrotando a Sharápova por 7–5, 6–2. Este fue su tercer título en Dubái, habiendo ganado previamente en el 2003 y 2004. En el Tier I, el Pacific Life Open en Indian Wells, Henin perdería en semifinales ante la cuarta sembrada Elena Dementieva por 6–2, 5–7, 5–7, después de ir liderando por 6–2, 5–2 y sacando para el partido dos veces. Henin también perdería en la segunda ronda del Tier I de Miami ante Meghann Shaughnessy por 5–7, 4–6.
En la temporada de tierra batida, Henin fallaría en defender su título en la Family Circle Cup, perdiendo en semifinales ante la tercera sembrada Patty Schnyder 6–2, 3–6, 2–6. Fue su primera derrota en este torneo y el fin de su racha de 27 partidos ganados en tierra batida. Henin colaboró con el equipo de Bélgica para derrotar a las actuales campeonas, Rusia por los cuartos de final de la Fed Cup. Derrotaría a la n.º 5 Nadia Petrova por 6–7, 6–4, 6–3, y a la n.º 9 del Mundo Yelena Deméntieva por 6–2, 6–0. Petrova había llegado al duelo con dos títulos de tierra batida bajo el brazo y una racha de 10 victorias en torneos en tierra batida, mientras que Dementieva había derrotado a Henin en su último enfrentamiento entre ambas en Indian Wells y había vencido a la segunda mejor belga en el ranking Kim Clijsters en el primer día de acción de la serie. Tres semanas después, Henin se presentó en el Tier I de Berlín el Qatar Telecom German Open, derrotando a Mauresmo en las semifinales por 6–1, 6–2; antes de perder a manos de Petrova en una final a tres sets. 
En Roland Garros, Henin derrotaría a la segunda sembrada y compatriota suya, Kim Clijsters en las semifinales por 6–3, 6–2. Luego derrotaría a Kuznetsova en la final para ganar su tercer título de Roland Garros en 4 años. Henin consiguió  el título sin perder ningún set y se convirtió en la primera campeona del French Open en defender su título exitosamente desde que lo hiciera Steffi Graf en 1996.
En Eastbourne, un torneo preparatorio de cara a Wimbledon, Henin derrotaría a Anastasia Myskina en una dramática final en tres sets.
Henin fue la tercera sembrada para Wimbledon y avanzó a su tercer final consecutiva de Grand Slam, sin perder ningún set en el torneo. Justine derrotó a Kim Clijsters en semifinales por 6–4, 7–6(4), pero perdería en la final de nueva cuenta ante Mauresmo. Para muchos Henin era la favorita a ganar el torneo, Henin se llevó el primer set. Pero Mauresmo se recuperó para ganar los dos siguientes sets y su segundo título de Grand Slam, impidiendo el Grand Slam de carrera de la belga. Esta fue la única final de Wimbledon de la década en que no estuvo presente Venus y/o Serena Williams.
Henin se daría de baja de los Tier I de San Diego y Montreal por una lesión, pero jugaría en New Haven, ahí derrotaría a Kuznetsova y Davenport en ruta al título. Este fue su título 28.º de la WTA. Con esta victoria la belga ascendió al n.º 2 del Mundo y pasó la marca de los US$12 millones de dólares en premios oficiales en su carrera.
En el US Open, María Sharápova derrotaría a Henin en la final, que había derrotado a Lindsay Davenport en los cuartos de final y a Jelena Janković en las semifinales. Henin se convirtió en la primera jugadora desde, Martina Hingis en 1997, en llegar a las cuatro finales de Grand Slam en un mismo año.
Henin ganó sus dos duelos durante la final de la Fed Cup ante Italia en Charleroi. Sin embargo, se retiraría del partido decisivo del dobles a causa de una lesión en la rodilla, mientras ella y su compañera Kirsten Flipkens estaban batallando 3–6, 6–2, 2–0, otorgándole a Italia el campeonato.
Henin se garantizó acabar el año como la n.º 1 del Mundo, al llegar a la final del Sony Ericsson Championships, al derrotar a María Sharápova en las semifinales por 6–2, 7–6(5). Posteriormente Henin derrotaría a Mauresmo para ganar el torneo por primera vez en su carrera.
Henin fue la primera jugadora desde Hingis, en el 2000, en ganar el WTA Tour Championships y cerrar el año como la n.º 1 del Mundo. Henin es la primera mujer en ganar al menos un Grand Slam en cuatro años consecutivos desde que lo hiciera Steffi Graf entre 1993 y 1996.

#### Torneos disputados
| N.º | Fecha                  | Torneo                              | Ubicación    | Categoría      | Superficie        | Ronda |
| 1.  | 8 de enero de 2006     | Adidas International                | Sídney       | WTA Tier II    | Dura              | G     |
| 2.  | 16 de enero de 2006    | Australian Open                     | Melbourne    | Grand Slam     | Dura              | F     |
| 3.  | 20 de febrero de 2006  | Dubai Duty Free Women's Open        | Dubái        | WTA Tier II    | Dura              | G     |
| 4.  | 9 de marzo de 2006     | Pacific Life Open                   | Indian Wells | WTA Tier I     | Dura              | SF    |
| 5.  | 22 de marzo de 2006    | NASDAQ-100 Open                     | Miami        | WTA Tier I     | Dura              | R2    |
| 6.  | 10 de abril de 2006    | Family Circle Cup                   | Charleston   | WTA Tier I     | Tierra batida (v) | SF    |
| 7.  | 8 de mayo de 2006      | Qatar Telecom German Open           | Berlín       | WTA Tier I     | Tierra batida     | F     |
| 8.  | 28 de mayo de 2006     | Roland Garros                       | París        | Grand Slam     | Tierra batida     | G     |
| 9.  | 19 de junio de 2006    | Hastings Direct Int'l Championships | Eastbourne   | WTA Tier II    | Césped            | G     |
| 10. | 26 de junio de 2006    | Wimbledon Championships             | Londres      | Grand Slam     | Césped            | F     |
| 11. | 20 de agosto de 2006   | Pilot Pen Tennis                    | New Haven    | WTA Tier II    | Dura              | G     |
| 12. | 28 de agosto de 2006   | US Open                             | New York     | Grand Slam     | Dura              | F     |
| 13. | 7 de noviembre de 2006 | WTA Tour Championships              | Madrid       | Finales de WTA | Dura (i)          | G     |

### 2007
El 4 de enero de 2007 Henin se bajaría del Medibank International en Sídney y del Australian Open para llevar el caso de su divorcio y terminar de una vez su matrimonio. Al no jugar estos torneos y con el gran inicio de año de María Sharápova, Henin terminaría perdiendo el n.º 1 del mundo a manos de la jugadora de Siberia.
En el primer torneo del año de Henin, perdería en las semifinales del Open Gaz de France en París ante la checa Lucie Šafářová por 6–7(5), 4–6. Luego iría a ganar dos torneos en pista dura en el medio oriente, el primero de ellos fue el Dubai Duty Free Women's Open (por cuarta vez en cinco años) sobre Amélie Mauresmo y su primera corona en el Qatar Total Open, derrotando a Svetlana Kuznetsova en la final. También llegaría a los US$14 millones de dólares en premios en efectivo y el 19 de marzo volvería al n.º 1 del mundo.
En el Sony Ericsson Open en Miami, Henin llegaría a la final por primera vez en su carrera, ahí perdería ante la local Serena Williams por 6–0, 5–7, 3–6 después de tener dos bolas de partido a su favor cuando sacaba 6–0, 5–4. Su siguiente torneo fue la J&S Cup en Varsovia, el cual ganaría, derrotando a Alona Bondarenko de Ucrania en la final por 6–1, 6–3. Posteriormente en el Qatar Telecom German Open en Berlín, Henin ganaría en su duelo de cuartos de final a Jelena Janković por 3–6, 6–4, 6–4 después de estar abajo 4–0 en el tercer set, para luego perder en las semifinales ante Kuznetsova por 4–6, 7–5, 4–6. Esta derrota fue la segunda ante Kuznetsova en 16 encuentros.
En Roland Garros, Henin fue la bicampeona defensora y la primera sembrada. En un promocionado y altamente anticipado choque ante la actual campeona del Australian open,la estadounidense Serena Williams, Henin ganó 6–4, 6–3. Luego derrotaría a la serbia Janković en las semifinales por 6–2, 6–2. En la final, Henin derrotaría a la también serbia Ana Ivanovic en sets seguidos por 6–1, 6–2 par alzar la corona por tercera vez consecutiva en Roland garros, igualando el récord histórico de Monica Seles en el torneo. También sobrepasó la barrera de los US$15 millones de dólares en su carrera. Henin ganó el torneo sin perder ningún set, y no había perdido un set en el torneo desde su duelo de cuartos de final en la edición del 2005. Henin no ha perdido un partido en Roland Garros desde el 2004.
El International Women's Open en Eastbourne fue el primer torneo de césped que disputó Henin en el año. Ella y Mauresmo llegarían a la final, la cual fue la primera vez en 30 años, que la final de Eastbourne estaba protagonizada por las finalistas del Wimbledon de la edición pasada. Henin revirtió un quiebre abajo en el último set para ganar en muerte súbita por segunda vez consecutiva el título.
En Wimbledon, Henin perdió ante Marion Bartoli en las semifinales por 6–1, 5–7, 1–6, un día después de derrotar a Serena Williams en los cuartos de final. Fue la primera victoria de Henin sobre la estadounidense en una superficie distinta a la tierra batida. En las semifinales, ella estaba 1-0 arriba y 4-3 con un quiebre a su favor en el segundo set, pero no pudo mantener la ventaja.
En agosto, Henin ganó el torneo de categoría Tier I, la Rogers Cup en Toronto, derrotando a Janković en la final. El título en Canadá fue su 35.º título en la WTA tour, sobrepasando a Kim Clijsters en cantidad de títulos, la cual se había retirado a inicios del año con 34 títulos conquistados.
En el US Open, Henin derrotó a sus primeras cuatro oponentes en sets seguidos, con un marcador de 6-0 en cada partido. Henin derrotaría a Serena Williams en los cuartos de final por tercera vez consecutiva en un torneo de Grand Slam, y por tercera vez, Henin terminaría derrotando a Willimas, por 7–6(3), 6–1. En las semifinales ante Venus Williams, la belga estaba encima un quiebre en el primer set, el cual no pudo sostener, finalmente se llevaría el set en la muerte súbita, en el segundo set, Henin estuvo encima 3–0 antes de que la mayor de las hermanas Williams empareje el set en 3-3. Williams luego tuvo tres oportunidades de quebrar el servicio de Henin pero no pudo realizarlo y perdió el juego. Henin luego quebraría de nueva cuenta a Venus y vendría a servir para el set por 5-3, tras esto Venus volvería a quebrar nuevamente a Justine, pero cuando Venus sacaba 5-4, Henin volvería a quebrar a la estadounidense para ganar el partido por 7–6(2), 6–4. Henin se convirtió en la segunda jugadora en derrotar a las hermanas Williams en el mismo torneo de Grand Slam (después de Martina Hingis en el Australian Open 2001). En la final, Henin ganaría su segundo título del US Open, derrotando a Svetlana Kuznetsova por 6–1, 6–3. Henin ganó el campeonato sin perder ningún set en el torneo. Entonces tras todo esto Henin se convirtió en la primera mujer en derrotar a las hermanas Williams en el mismo torneo, y fue también en camino a ganar el título (Hingis perdió ante Jennifer Capriati en la final del Abierto de Australia 2001).
Henin ganaría el siguiente torneo que disputó, el Porsche Tennis Grand Prix, derrotando a Tatiana Golovin en la final. Dos semanas después, Henin ganaría el Zúrich Open, su noveno título del año, al derrotar nuevamente a Golovin en la final.
En el WTA Tour Championships, Henin ganaría sus tres partidos en el round robin, derrotando a Anna Chakvetadze, Janković, y Bartoli. Antes de empezar su duelo con Bartoli, Henin tenía una racha de 22 victorias consecutivas hasta que la francesa la había derrotado en las semifinales de Wimbledon. Aunque Henin ya tenía asegurada su presencia en las semifinales, tanto Henin como Bartoli no tenían idea que Bartoli tenía que reemplazar a Serena Williams hasta unas pocas horas antes del partido, a la cual derrotó por 6–0, 6–0. En las semifinales, Henin derrotó a Ivanovic 6–4, 6–4. En la final, Henin superó a Sharapova en tres sets en un partido que duró 3 horas, 24 minutos. Sharápova ganó el primer set en su octavo punto de set, este juego duró 12 minutos. Henin ganó el partido en su quinto punto de partido en el último juego del tercer set. Este fue el partido de más duración que disputó Henin en su carrera, la final más larga en la historia del torneo, y la duodécima final más larga en la historia.
Con esta victoria la belga estiró su racha de victorias a 25 partidos, tan solo perdió 3 sets desde que perdiera en las semifinales de Wimbledon. Esta victoria la convirtió en la sexta jugadora en defender exitosamente su título en el WTA Tour championship y la primera en conseguir diez títulos en un año desde que Martina Hingis ganara doce en 1997. También se convirtió en la primera mujer en ganar más de US$5 millones de dólares en un año, y sobrepasó la barrera de los US$19 millones de dólares, Henin es ahora la quinta jugadora con mayores ingresos económicos de la historia.
Henin cerró el año como la n.º 1 del mundo por tercera vez en su carrera, antes lo había logrado en 2003 y 2006. Además Justine fue la primera jugadora desde que lo hiciera Lindsay Davenport en acabar dos años seguidos como la n.º 1 del mundo (Davenport fue la n.º 1 del mundo al acabar las temporadas 2004-2005). También la belga cerró el año con un  balance de 63-4 de victorias y derrotas, perdiendo solo ante cuatro jugadoras en todo el año: Lucie Šafářová, Serena Williams, Svetlana Kuznetsova y Marion Bartoli. Su porcentaje de victorias fue de 94% el cual fue el mejor desde la temporada 1995 en la que lo hizo Steffi Graf, (Serena Williams la superaría en el 2013 con el 95%).

#### Torneos disputados
| N.º | Fecha                  | Torneo                              | Ubicación  | Categoría      | Superficie    | Ronda |
| 1.  | 5 de febrero de 2007   | Open Gaz de France                  | París      | WTA Tier II    | Carpeta (i)   | SF    |
| 2.  | 19 de febrero de 2007  | Dubai Duty Free Women's Open        | Dubái      | WTA Tier II    | Dura          | G     |
| 3.  | 26 de febrero de 2007  | Qatar Total Open                    | Doha       | WTA Tier II    | Dura          | G     |
| 4.  | 21 de marzo de 2007    | Sony Ericsson Open                  | Miami      | WTA Tier I     | Dura          | F     |
| 5.  | 30 de abril de 2007    | J&S Cup                             | Varsovia   | WTA Tier II    | Tierra batida | G     |
| 6.  | 7 de mayo de 2007      | Qatar Telecom German Open           | Berlín     | WTA Tier I     | Tierra batida | SF    |
| 7.  | 27 de mayo de 2007     | Roland Garros                       | París      | Grand Slam     | Tierra batida | G     |
| 8.  | 18 de junio de 2007    | Hastings Direct Int'l Championships | Eastbourne | WTA Tier II    | Césped        | G     |
| 9.  | 25 de junio de 2007    | Wimbledon Championships             | Londres    | Grand Slam     | Césped        | SF    |
| 10. | 13 de agosto de 2007   | Rogers Cup                          | Toronto    | WTA Tier I     | Dura          | G     |
| 11. | 27 de agosto de 2007   | US Open                             | New York   | Grand Slam     | Dura          | G     |
| 12. | 1 de octubre de 2007   | Porsche Tennis Grand Prix           | Stuttgart  | WTA Tier II    | Dura (i)      | G     |
| 13. | 15 de octubre de 2007  | Zúrich Open                         | Zúrich     | WTA Tier I     | Carpeta (i)   | G     |
| 14. | 6 de noviembre de 2007 | WTA Tour Championships              | Madrid     | Finales de WTA | Dura (i)      | G     |

### 2008
Henin inició el año como la n.º 1 del mundo, la semana del 14 de enero marcó la semana 100.ª en la que la belga pasó en el n.º 1 del mundo, y la semana del 10 de marzo, Henin se convirtió en la séptima jugadora en ser n.º 1 por 12 meses consecutivos.
El Medibank International en Sídney fue el primer torneo del año que disputó Henin, derrotó a la serbia Ana Ivanovic en las semifinales por 6–2, 2–6, 6–4. Luego en la final derrotaría a la n.º 2 del mundo, Svetlana Kuznetsova por 4–6, 6–2, 6–4, viniendo desde abajo de un 0–3 en el último set.
En el Australian Open en Melbourne, Henin ganó su 32.º partido consecutivo en la cuarta ronda, derrotando a Hsieh Su-wei de Taiwán por 6–2, 6–2. Su racha ganadora finalizó en los cuartos de final ante María Sharápova, la eventual campeona, la cual derrotó a Henin por 6–4, 6–0. Este fue el primer set que Henin pierde por 6–0 desde Roland Garros 2002 y la primera vez desde el US Open 2005 en que Henin fue derrotada antes de llegar a las semifinales en Torneos de Grand Slam.
En el Proximus Diamond Games en Amberes, Henin derrotó a la italiana Karin Knapp en la final. Este fue el segundo título de Henin en su nativa Bélgica. Dos semanas después en el Barclays Dubai Tennis Championships, Henin fue la campeona defensora pero perdería por primera vez en ocho enfrentamientos a manos de Francesca Schiavone en los cuartos de final por 7–6(3), 7–6(4).
Después de lo sucedido la belga se tomaría un descanso de cuatro semanas, Henin volvería en el Sony Ericsson Open en Miami, perdería en los cuartos de final ante Serena Williams por 2–6, 0–6. Henin luego se bajaría del Tier I, el Family Circle Cup en Charleston, por una lesión en la rodilla derecha.
En el Tier I, de Berlín, el Qatar Telecom German Open, Henin perdería en la tercera ronda ante Dinara Safina por 7–5, 3–6, 1–6, en lo que vendría a ser su último partido antes de su retiro. En sus cinco previos enfrentamientos, Henin nunca había perdido un set ante Safina. El día antes de su derrota, Henin se bajaría del Internazionali BNL d'Italia en Roma, argumentando fatiga.
Henin anunció su retiro inmediato del tenis profesional el 14 de mayo del 2008, y solicitó a la WTA que remueva su nombre del ranking mundial inmediatamente. Este anuncio fue una sorpresa total para todos en el circuito, debido a que Henin aún era la n.º 1 del mundo y era tomada como la favorita a ganar Roland Garros, en donde hubiera sido la tricampeona defensora. En la conferencia de prensa admitió no sentir tristeza por su retiro debido a que creía que era hora de apartarse del deporte al que le había dedicado un periodo de veinte años de su vida, también relató que en el futuro se concentraría en la caridad y en su escuela de tenis.

#### Torneos disputados
| N.º | Fecha                 | Torneo                             | Ubicación | Categoría   | Superficie    | Ronda |
| 1.  | 6 de enero de 2008    | Medibank International             | Sídney    | WTA Tier II | Dura          | G     |
| 2.  | 14 de enero de 2008   | Australian Open                    | Melbourne | Grand Slam  | Dura          | CF    |
| 3.  | 11 de febrero de 2008 | Proximus Diamond Games             | Amberes   | WTA Tier II | Carpeta (i)   | G     |
| 4.  | 25 de febrero de 2008 | Barclays Dubai Tennis Championship | Dubái     | WTA Tier II | Dura          | CF    |
| 5.  | 26 de marzo de 2008   | Sony Ericsson Open                 | Miami     | WTA Tier I  | Dura          | CF    |
| 6.  | 5 de mayo de 2008     | Qatar Telecom German Open          | Berlín    | WTA Tier I  | Tierra batida | R3    |

### 2010
El periódico belga L'Avenir informó en su edición del jueves 22 de septiembre del 2009 que Henin anunciaría formalmente su regreso al tenis profesional, tras 16 meses en el retiro. Más tarde el mismo día, ella confirmaría su regreso al tenis competitivo.
Henin mencionó que luego de ver a Roger Federer completar el Grand Slam de carrera en Roland Garros 2009 era una inspiración para ella, así como el gran regreso de Kim Clijsters y su victoria en el US Open.
Henin hizo su regreso al tenis en el Brisbane International donde se le otorgó una invitación para poder jugar en el cuadro, derrotó a la sembrada n.º 2 Nadia Petrova, a la búlgara Sesil Karatantcheva, a la sembrada n.º 7 Melinda Czink y a la sembrada n.º 3 Ana Ivanovic para legar a la final, ahí ella perdería en un duelo muy cerrado, ante su compatriota Kim Clijsters en una dramática final, por un marcador de 3–6, 6–4, 6–7(6) a favor de Clijsters con una duración de 2 horas con 23 minutos. En un momento del partido, Henin se encontraba liderando 3-0 en el tercer set, antes de que Clijsters viniera desde atrás y se llevara el duelo en la muerte súbita, abajo 1–5 en la muerte súbita, Henin remontó al 6 iguales, antes de que Clijsters ganara los dos últimos puntos del partido y el título.
En el Australian Open, Henin fue recompensada con una invitación, debido a que no contaba aun con ranking oficial. Henin inició su recorrido con una victoria en sets seguidos sobre su compatriota Kirsten Flipkens. Según proyecciones del cuadro, estaba proyectada a enfrentar a la rusa n.º 5 del mundo Yelena Deméntieva, a la cual derrotó por 7–5, 7–6(5), con una duración de dos horas y cincuenta minutos de partido, los comentaristas oficiales del torneo sentían que estaban presenciando un duelo de final de Grand Slam. Henin subió a la red cuarenta y tres veces, ganando 35 de esos puntos. En la tercera ronda, derrotó a la rusa y sembrada n.º 28 Alisa Kleibánova; en un duelo en donde vino desde atrás para ganar el partido por 3–6, 6–4, 6–2. En la cuarta ronda enfrentó a la n.º 16 del mundo y compatriota suya, Yanina Wickmayer, derrotándola en tres sets por 7–6, 1–6, 6–3. Luego vencería a la sembrada n.º 19 Nadia Petrova en los cuartos de final, Henin ganaría por 7–6, 7–5 después de haber estado 0-3 abajo en el segundo set. Luego vencería a la china Zheng Jie en las semifinales aplastándola por 6–1, 6–0, citándose en la final con la n.º 1 del mundo Serena Williams. Esta fue la primera vez en su larga rivalidad en la que Henin y Serena Williams chocaban en una final de Grand Slam. Henin caería derrotada a manos de Serena Williams en tres sets por un marcador de 6–4, 3–6, 6–2, a favor de la estadounidense.
Henin fue beneficiada con una invitación al BNP Paribas Open en Indian Wells, un torneo de nivel Premier Mandatory. En la primera ronda Henin vencería a la eslovaca Magdaléna Rybáriková por 6–2, 6–2 en poco más de una hora. Henin luego perdería ante Gisela Dulko, por 2–6, 6–1, 4–6, en un partido de dos horas. Este resultado la hizo aparecer en el ranking como la n.º 33 del mundo para la semana del 22 de marzo de 2010.
Henin derrotaría a Jill Craybas por 6–2, 6–2 en la primera ronda del Sony Ericsson Open. En la segunda ronda, Henin volvería a vencer nuevamente a la rusa y n.º 6 del mundo, Yelena Deméntieva por 6–3, 6–2 en 90 minutos, en la tercera ronda, Henin venció a Dominika Cibulková en 93 minutos por 6–4, 6–4 avanzando a los octavos de final donde derrotaría a Vera Zvonareva por 6–1, 6–4; asegurando un enfrentamiento con la n.º 2 del mundo, Caroline Wozniacki. Después de vencer a Wozniacki en un partido a tres sets, caería a manos de Kim Clijsters en una batalla dramática en semifinales por 2–6, 7–6(3), 6–7(6). Tras su actuación en el Sony Ericsson Open, Henin avanzaría al top 25 por primera vez desde su regreso.
El siguiente torneo de Henin fue el Porsche Tennis Grand Prix en Stuttgart. Henin jugó todo este torneo lesionada, teniendo problemas en su dedo pequeño de su pie izquierdo mientras practicaba antes de su duelo de Fed Cup. En la primera ronda, Henin pasó por encima de la alemana Julia Görges por 7–6(3), 6–1; en la segunda ronda, derrotaría a la n.º 12 del mundo Yanina Wickmayer, por segunda vez en el año por un marcador de 6–3, 7–5; en los cuartos de final derrotaría a la n.º 7 del mundo Jelena Janković por 3–6, 7–6(4), 6–3 por décima vez en su carrera, Justine vencería a la n.º 20 del mundo Shahar Pe'er en las semifinales por 6–3, 6–2, y llegó a su tercer final en cinco torneos disputados en el año. Henin enfrentó a la n.º 10 del mundo Samantha Stosur, Henin ganaría la final por 6–4, 2–6, 6–1 en 100 minutos de juego, para ganar su primer título en el 2010 (en su tercera final disputada). Al ganar este torneo Henin ingresaría al top 20 por primera vez desde su regreso.
En el  Mutua Madrileña Madrid Open Henin fue derrotada en la primera ronda por la eventual campeona del torneo, la francesa Aravane Rezaï  por 4–6, 7–5, 6–0 a favor de la francesa. Como resultado de esta derrota, Henin saldría fuera del top 20, cayendo al n.º 23. del mundo; Henin luego participaría en Roland Garros, como la sembrada 22.ª, el segundo Grand Slam del año, en donde había conseguido cuatro títulos en el pasado. En la primera ronda, derrotó a Tsvetana Pironkova en 89 minutos, por 6–4, 6–3; en la segunda ronda, Henin enfrentó a la checa Klára Zakopalová y la derrotó por 6–3, 6–3. En la tercera ronda, Justine se enfrentaría a la ex-n.º 1 del mundo María Sharápova, en este partido se acabaría con su racha de 40 sets ganados consecutivamente , al perder el segundo set a manos de la siberiana, pero ganaría el partido por 6–2, 3–6, 6–3. Empataría el número consecutivos de sets ganados en Roland Garros con Helen Wills Moody. Justine caería a manos de la n.º 7 del mundo Samantha Stosur por 6–2, 1–6, 4–6 en la cuarta ronda, su primera derrota en Roland garros desde el 2004.
Henin iniciaría la temporada de césped en el UNICEF Open, en donde fue la primera cabeza de serie, por primera vez con esta condición desde su regreso, en las primeras rondas vencería a Angelique Kerber, Roberta Vinci, y Kristina Barrois en sets seguidos. Justine luego derrotaría a la quinta sembrada Alexandra Dulgheru en las semifinales por 6–2, 6–2. En la final, derrotaría a la alemana y séptima sembrada, Andrea Petkovic para ganar su 43.er título en su carrera y el segundo en el año.
En el Wimbledon, Henin fue la sembrada n.º 17. En la tercera ronda, volvería a vencer por tercera vez en el año a la rusa Nadia Petrova, por un marcador de 6–1, 6–4. En la cuarta ronda fue derrotada nuevamente a manos de su compatriota Kim Clijsters por 2–6, 6–2, 6–3, después de ganar convincentemente el primer set. En medio del primer set, Henin sufrió una caída en la pista, lesionándose su codo derecho. Exámenes mucho más avanzados revelaron que la belga había sufrido de una rotura parcial del ligamento, fracturándose su codo derecho, esto causaría el final de su temporada 2010, prematuramente. Justine recibió el premio al Regreso del Año de la WTA al finalizar la temporada, en diciembre por su gran temporada 2010.

#### Torneos disputados
| N.º | Fecha               | Torneo                      | Ubicación        | Categoría             | Superficie    | Ronda |
| 1.  | 4 de enero de 2010  | Brisbane International      | Brisbane         | WTA International     | Dura          | F     |
| 2.  | 18 de enero de 2010 | Australian Open             | Melbourne        | Grand Slam            | Dura          | F     |
| 3.  | 10 de marzo de 2010 | BNP Paribas Open            | Indian Wells     | WTA Premier Mandatory | Dura          | R2    |
| 4.  | 23 de marzo de 2010 | Sony Ericsson Open          | Miami            | WTA Premier Mandatory | Dura          | SF    |
| 5.  | 26 de abril de 2010 | Porsche Tennis Grand Prix   | Stuttgart        | WTA Premier           | Tierra batida | G     |
| 6.  | 8 de mayo de 2010   | Mutua Madrileña Madrid Open | Madrid           | WTA Premier Mandatory | Tierra batida | R1    |
| 7.  | 23 de mayo de 2010  | Roland Garros               | París            | Grand Slam            | Tierra Batida | R4    |
| 8.  | 13 de junio de 2010 | UNICEF Open                 | 's-Hertogenbosch | WTA International     | Césped        | G     |
| 9.  | 21 de junio de 2010 | Wimbledon Championships     | Londres          | Grand Slam            | Césped        | R4    |

### 2011
Henin inició la temporada en la Hopman Cup. No perdió ningún set en todo el torneo, obteniendo victorias muy cómodas sobre Alicia Molik de Australia, Sesil Karatantcheva de Kazajistán, Ana Ivanovic de Serbia y Bethanie Mattek-Sands de los Estados Unidos en la final.
Henin fue la 11.ª cabeza de serie y la finalista defensora en el Australian Open. Henin derrotó a Sania Mirza de la India en la primera ronda por 5–7, 6–3, 6–1 y a la británica Elena Baltacha en la segunda ronda,por 6–1, 6–3. Justine caería prematuramente ante la 23.ª sembrada, la rusa Svetlana Kuznetsova por 4–6, 6–7(8).
El 26 de enero de 2011, Henin anunció su retiro definitivo del tenis profesional, debido a una recurrente y tormentosa lesión de codo derecho la cual obtuvo en el Wimbledon del año pasado.

#### Torneos disputados
| N.º | Fecha               | Torneo          | Ubicación | Categoría  | Superficie | Ronda |
| 1.  | 17 de enero de 2011 | Australian Open | Melbourne | Grand Slam | Dura       | R3    |

## Torneos de Grand Slam

### Individual
Henin jugó 12 finales de Grand Slam, enfrentando a 8 rivales diferentes: Clijsters, Pierce, Kuznetsova, Ivanovic, Venus Williams, Mauresmo, Sharapova, Serena Williams.

#### Victorias (7)
| Año  | Campeonato           | Oponente en la final | Resultado     |
| 2003 | Roland Garros        | Kim Clijsters        | 6-0, 6-4      |
| 2003 | Abierto de EE. UU.   | Kim Clijsters        | 7-5, 6-1      |
| 2004 | Abierto de Australia | Kim Clijsters        | 6-3, 4-6, 6-3 |
| 2005 | Roland Garros        | Mary Pierce          | 6-1, 6-1      |
| 2006 | Roland Garros        | Svetlana Kuznetsova  | 6-4, 6-4      |
| 2007 | Roland Garros        | Ana Ivanović         | 6-1, 6-2      |
| 2007 | Abierto de EE. UU.   | Svetlana Kuznetsova  | 6-1, 6-3      |

#### Finalista (5)
| Año  | Campeonato           | Oponente en la final | Resultado      |
| 2001 | Wimbledon            | Venus Williams       | 1-6, 6-3, 0-6  |
| 2006 | Abierto de Australia | Amélie Mauresmo      | 1-6, 0-2, ret. |
| 2006 | Wimbledon            | Amélie Mauresmo      | 6-2, 3-6, 4-6  |
| 2006 | Abierto de EE. UU.   | María Sharápova      | 4-6, 4-6       |
| 2010 | Abierto de Australia | Serena Williams      | 4-6, 6-3, 2-6  |

## Títulos WTA (45; 43+2)

### Individual (43)
| Leyenda: Antes de 2009     | Leyenda: A partir de 2009 |
| -------------------------- | ------------------------- |
| Grand Slam (7)             |                           |
| Juegos Olímpicos (1)       |                           |
| WTA Tour Championships (2) |                           |
| Tier I (11)                | Premier Mandatory (0)     |
| Tier II (16)               | Premier 5 (0)             |
| Tier III (3)               | Premier (1)               |
| Tier IV & V (1)            | International (1)         |

| Títulos por Superficie |
| Dura (25)              |
| Tierra batida (13)     |
| Hierba (4)             |
| Moqueta (1)            |

| N.º | Fecha                   | Torneo               | Superficie        | Oponente en la final   | Resultado           |
| --- | ----------------------- | -------------------- | ----------------- | ---------------------- | ------------------- |
| 1.  | 10 de mayo de 1999      | Amberes              | Tierra batida     | Sarah Pitkowski-Malcor | 6-1, 6-2            |
| 2.  | 1 de enero de 2001      | Gold Coast           | Dura              | Silvia Farina Elia     | 7-6, 6-4            |
| 3.  | 8 de enero de 2001      | Canberra             | Dura              | Sandrine Testud        | 6-2, 6-2            |
| 4.  | 18 de junio de 2001     | 's-Hertogenbosch     | Hierba            | Kim Clijsters          | 6-4, 3-6, 6-3       |
| 5.  | 6 de mayo de 2002       | Berlín               | Tierra batida     | Serena Williams        | 6-2, 1-6, 7-6       |
| 6.  | 21 de octubre de 2002   | Linz                 | Moqueta           | Alexandra Stevenson    | 6-3, 6-0            |
| 7.  | 17 de febrero de 2003   | Dubái                | Dura              | Monica Seles           | 4-6, 7-6, 7-5       |
| 8.  | 7 de abril de 2003      | Charleston           | Tierra batida     | Serena Williams        | 6-3, 6-4            |
| 9.  | 5 de mayo de 2003       | Berlín               | Tierra batida     | Kim Clijsters          | 6-4, 4-6, 7-5       |
| 10. | 26 de mayo de 2003      | Roland Garros        | Tierra batida     | Kim Clijsters          | 6-0, 6-4            |
| 11. | 28 de julio de 2003     | San Diego            | Dura              | Kim Clijsters          | 3-6, 6-2, 6-3       |
| 12. | 11 de agosto de 2003    | Toronto              | Dura              | Lina Krasnoroutskaya   | 6-1, 6-0            |
| 13. | 25 de agosto de 2003    | Abierto de EE.UU.    | Dura              | Kim Clijsters          | 7-5, 6-1            |
| 14. | 13 de octubre de 2003   | Zúrich               | Dura (i)          | Jelena Dokić           | 6-0, 6-4            |
| 15. | 12 de enero de 2004     | Sídney               | Dura              | Amélie Mauresmo        | 6-4, 6-4            |
| 16. | 19 de enero de 2004     | Abierto de Australia | Dura              | Kim Clijsters          | 6-3, 4-6, 6-3       |
| 17. | 23 de febrero de 2004   | Dubái                | Dura              | Svetlana Kuznetsova    | 6-3, 7-6            |
| 18. | 8 de marzo de 2004      | Indian Wells         | Dura              | Lindsay Davenport      | 6-1, 6-4            |
| 19. | 16 de agosto de 2004    | JJ.OO. Atenas 2004   | Dura              | Amélie Mauresmo        | 6-3, 6-3            |
| 20. | 17 de abril de 2005     | Charleston           | Tierra batida     | Elena Dementieva       | 7-5, 6-4            |
| 21. | 1 de mayo de 2005       | Varsovia             | Tierra batida     | Svetlana Kuznetsova    | 3-6, 6-2, 7-5       |
| 22. | 8 de mayo de 2005       | Berlín               | Tierra batida     | Nadia Petrova          | 6-3, 4-6, 6-3       |
| 23. | 4 de junio de 2005      | Roland Garros        | Tierra batida     | Mary Pierce            | 6-1, 6-1            |
| 24. | 13 de enero de 2006     | Sídney               | Dura              | Francesca Schiavone    | 4-6, 7-5, 7-5       |
| 25. | 25 de febrero de 2006   | Dubái                | Dura              | María Sharápova        | 7-5, 6-2            |
| 26. | 28 de mayo de 2006      | Roland Garros        | Tierra batida     | Svetlana Kuznetsova    | 6-4, 6-4            |
| 27. | 24 de junio de 2006     | Eastbourne           | Hierba            | Anastasia Myskina      | 4-6, 6-1, 7-6(5)    |
| 28. | 1 de septiembre de 2006 | New Haven            | Dura              | Lindsay Davenport      | 6-0, 1-0, ret.      |
| 29. | 12 de noviembre de 2006 | Tour Championships   | Dura (i)          | Amélie Mauresmo        | 6-4, 6-3            |
| 30. | 24 de febrero de 2007   | Dubái                | Dura              | Amélie Mauresmo        | 6-4, 7-5            |
| 31. | 3 de marzo de 2007      | Doha                 | Dura              | Svetlana Kuznetsova    | 6-4, 6-2            |
| 32. | 6 de mayo de 2007       | Varsovia             | Tierra batida     | Alona Bondarenko       | 6-1, 6-3            |
| 33. | 9 de junio de 2007      | Roland Garros        | Tierra batida     | Ana Ivanović           | 6-1, 6-2            |
| 34. | 23 de junio de 2007     | Eastbourne           | Hierba            | Amélie Mauresmo        | 7-5, 6-7(4), 7-6(2) |
| 35. | 13 de agosto de 2007    | Toronto              | Dura              | Jelena Janković        | 7-6(3), 7-5         |
| 36. | 8 de septiembre de 2007 | Abierto de EE.UU.    | Dura              | Svetlana Kuznetsova    | 6-1, 6-3            |
| 37. | 7 de octubre de 2007    | Stuttgart            | Dura (i)          | Tatiana Golovin        | 2-6, 6-2, 6-1       |
| 38. | 21 de octubre de 2007   | Zúrich               | Dura (i)          | Tatiana Golovin        | 6-4, 6-4            |
| 39. | 11 de noviembre de 2007 | Tour Championships   | Dura (i)          | María Sharápova        | 5-7, 7-5, 6-3       |
| 40. | 11 de enero de 2008     | Sídney               | Dura              | Svetlana Kuznetsova    | 4-6, 6-2, 6-4       |
| 41. | 17 de febrero de 2008   | Amberes              | Dura (i)          | Karin Knapp            | 6-3, 6-3            |
| 42. | 2 de mayo de 2010       | Stuttgart            | Tierra batida (i) | Samantha Stosur        | 6-4, 2-6, 6-1       |
| 43. | 19 de junio de 2010     | 's-Hertogenbosch     | Hierba            | Andrea Petković        | 3-6, 6-3, 6-4       |

#### Finalista (18)
- 2001: Wimbledon (pierde con Venus Williams).
- 2001: Hawái (pierde con Sandrine Testud).
- 2001: Filderstadt (pierde con Lindsay Davenport).
- 2002: Gold Coast (pierde con Venus Williams).
- 2002: Amberes (pierde con Venus Williams).
- 2002: Amelia Island (pierde con Venus Williams).
- 2002: Roma (pierde con Serena Williams).
- 2003: 's-Hertogenbosch (pierde con Kim Clijsters).
- 2003: Leipzig (pierde con Anastasia Myskina).
- 2003: Filderstadt (pierde con Kim Clijsters).
- 2005: Toronto (pierde con Kim Clijsters).
- 2006: Abierto de Australia (pierde con Amélie Mauresmo).
- 2006: Berlín (pierde con Nadia Petrova).
- 2006: Wimbledon (pierde con Amélie Mauresmo).
- 2006: Abierto de EE.UU. (pierde con María Sharápova).
- 2007: Miami (pierde con Serena Williams).
- 2010: Brisbane (pierde con Kim Clijsters).
- 2010: Abierto de Australia (pierde con Serena Williams).

### Dobles (2)
| Leyenda: Antes de 2009     | Leyenda: A partir de 2009 |
| -------------------------- | ------------------------- |
| Grand Slam (0)             |                           |
| Juegos Olímpicos (0)       |                           |
| WTA Tour Championships (0) |                           |
| Tier I (1)                 | Premier Mandatory (0)     |
| Tier II (0)                | Premier 5 (0)             |
| Tier III (1)               | Premier (0)               |
| Tier IV & V (0)            | International (0)         |

| Títulos por Superficie |
| Dura (2)               |
| Tierra batida (0)      |
| Hierba (0)             |
| Moqueta (0)            |

| N.º | Fecha                 | Torneo     | Super    | Pareja              | Oponentes en la final       | Resultado   |
| --- | --------------------- | ---------- | -------- | ------------------- | --------------------------- | ----------- |
| 1.  | 6 de enero de 2002    | Gold Coast | Dura     | Meghann Shaughnessy | Åsa Svensson Miriam Oremans | 6-1, 7-6(6) |
| 2.  | 20 de octubre de 2002 | Zúrich     | Dura (i) | Elena Bovina        | Jelena Dokić Nadia Petrova  | 6-2, 7-6(2  |

#### Finalista (1)
| N.º | Fecha                 | Torneo      | Super    | Pareja              | Oponentes en la final          | Resultado        |
| --- | --------------------- | ----------- | -------- | ------------------- | ------------------------------ | ---------------- |
| 1.  | 14 de octubre de 2001 | Filderstadt | Dura (i) | Meghann Shaughnessy | Lindsay Davenport Lisa Raymond | 6-4, 6-7(4), 7-5 |

## Clasificación histórica
| Torneos de Grand Slam                                                   |              |              |              |              |              |              |              |              |              |              |              |              |              |              |              |              |                      |                      |
| Australian Open                                                         | Ausente      | Ausente      | Ausente      | Ausente      | R2           | R4           | CF           | SF           | G            | A            | F            | A            | CF           | A            | F            | R3           | 1 / 9                | 38–8                 |
| Roland Garros                                                           | Ausente      | Ausente      | Ausente      | R2           | A            | SF           | R1           | G            | R2           | G            | G            | G            | Ausente      | Ausente      | R4           | A            | 4 / 8                | 38–4                 |
| Wimbledon                                                               | Ausente      | Ausente      | Ausente      | Ausente      | R1           | F            | SF           | SF           | A            | R1           | F            | SF           | Ausente      | Ausente      | R4           | A            | 0 / 8                | 30–8                 |
| US Open                                                                 | Ausente      | Ausente      | Ausente      | R1           | R4           | R4           | R4           | G            | R4           | R4           | F            | G            | Ausente      | Ausente      | Ausente      | Ausente      | 2 / 9                | 35–7                 |
| Victorias-Derrotas                                                      | 0–0          | 0–0          | 0–0          | 1–2          | 4–3          | 17–4         | 12–4         | 24–2         | 11–2         | 10–2         | 25–3         | 19–1         | 4–1          | 0–0          | 12–3         | 2–1          | 7 / 34               | 141–27               |
| Juegos Olímpicos                                                        |              |              |              |              |              |              |              |              |              |              |              |              |              |              |              |              |                      |                      |
| Juegos Olímpicos                                                        | A            | No celebrado | No celebrado | No celebrado | A            | No celebrado | No celebrado | No celebrado | G            | No celebrado | No celebrado | No celebrado | A            | No celebrado | No celebrado | No celebrado | 1 / 1                | 6–0                  |
| Campeonato de fin de Año                                                |              |              |              |              |              |              |              |              |              |              |              |              |              |              |              |              |                      |                      |
| WTA Finals                                                              | No clasificó | No clasificó | No clasificó | No clasificó | No clasificó | CF           | CF           | SF           | Ausente      | Ausente      | G            | G            | No clasificó | No clasificó | No clasificó | No clasificó | 2 / 5                | 13–5                 |
| WTA Premier Mandatory                                                   |              |              |              |              |              |              |              |              |              |              |              |              |              |              |              |              |                      |                      |
| Indian Wells                                                            | Ausente      | Ausente      | Ausente      | Ausente      | Ausente      | R3           | R4           | A            | G            | A            | SF           | Ausente      | Ausente      | Ausente      | R2           | A            | 1 / 4                | 14–4                 |
| Miami                                                                   | Ausente      | Ausente      | Ausente      | Ausente      | Ausente      | R3           | R2           | CF           | A            | CF           | R2           | F            | CF           | A            | SF           | A            | 0 / 8                | 20–8                 |
| Madrid                                                                  | No celebrado | No celebrado | No celebrado | No celebrado | No celebrado | No celebrado | No celebrado | No celebrado | No celebrado | No celebrado | No celebrado | No celebrado | No celebrado | A            | R1           | A            | 0 / 1                | 0–1                  |
| Beijing                                                                 | No celebrado | No celebrado | No celebrado | No celebrado | No celebrado | No celebrado | No celebrado | No celebrado | No Tier I    | No Tier I    | No Tier I    | No Tier I    | No Tier I    | Ausente      | Ausente      | Ausente      | 0 / 0                | 0–0                  |
| WTA Premier 5                                                           |              |              |              |              |              |              |              |              |              |              |              |              |              |              |              |              |                      |                      |
| Dubái                                                                   | No celebrado | No celebrado | No celebrado | No celebrado | No celebrado | No Tier I    | No Tier I    | No Tier I    | No Tier I    | No Tier I    | No Tier I    | No Tier I    | No Tier I    | Ausente      | Ausente      | Ausente      | 0 / 0                | 0–0                  |
| Roma                                                                    | Ausente      | Ausente      | Ausente      | Ausente      | Ausente      | Ausente      | F            | Ausente      | Ausente      | Ausente      | Ausente      | Ausente      | Ausente      | Ausente      | Ausente      | Ausente      | 0 / 1                | 4–1                  |
| Cincinnati                                                              | No celebrado | No celebrado | No celebrado | No celebrado | No celebrado | No celebrado | No celebrado | No celebrado | No Tier I    | No Tier I    | No Tier I    | No Tier I    | No Tier I    | Ausente      | Ausente      | Ausente      | 0 / 0                | 0–0                  |
| Montreal/Toronto                                                        | Ausente      | Ausente      | Ausente      | Ausente      | R2           | CF           | CF           | G            | A            | F            | A            | G            | Ausente      | Ausente      | Ausente      | Ausente      | 2 / 6                | 21–4                 |
| Tokio                                                                   | Ausente      | Ausente      | Ausente      | Ausente      | Ausente      | Ausente      | Ausente      | Ausente      | Ausente      | Ausente      | Ausente      | Ausente      | Ausente      | Ausente      | Ausente      | Ausente      | 0 / 0                | 0–0                  |
| Antiguos WTA Tier I (actualmente ninguno Premier Mandatory o Premier 5) |              |              |              |              |              |              |              |              |              |              |              |              |              |              |              |              |                      |                      |
| Charleston                                                              | Ausente      | Ausente      | Ausente      | Ausente      | Ausente      | Ausente      | Ausente      | G            | A            | G            | SF           | Ausente      | Ausente      | NM5          | NM5          | NM5          | 2 / 3                | 14–1                 |
| Moscú                                                                   | NT I         | Ausente      | Ausente      | Ausente      | Ausente      | R2           | Ausente      | Ausente      | Ausente      | Ausente      | Ausente      | Ausente      | Ausente      | NM5          | NM5          | NM5          | 0 / 1                | 0–1                  |
| Doha                                                                    | No celebrado | No celebrado | No celebrado | No celebrado | No celebrado | No Tier I    | No Tier I    | No Tier I    | No Tier I    | No Tier I    | No Tier I    | No Tier I    | A            | No celebrado | No celebrado | No celebrado | 0 / 0                | 0–0                  |
| Berlín                                                                  | Ausente      | Ausente      | Ausente      | Ausente      | Ausente      | SF           | G            | G            | A            | G            | F            | SF           | R3           | No celebrado | No celebrado | No celebrado | 3 / 7                | 28–4                 |
| San Diego                                                               | No Tier I    | No Tier I    | No Tier I    | No Tier I    | No Tier I    | No Tier I    | No Tier I    | No Tier I    | Ausente      | Ausente      | Ausente      | Ausente      | No celebrado | No celebrado | No celebrado | NM5          | 0 / 0                | 0–0                  |
| Zúrich                                                                  | Ausente      | Ausente      | Ausente      | Ausente      | Ausente      | Ausente      | SF           | G            | Ausente      | Ausente      | Ausente      | G            | NTI          | No celebrado | No celebrado | No celebrado | 2 / 3                | 10–1                 |
| Estadísticas en la Carrera                                              |              |              |              |              |              |              |              |              |              |              |              |              |              |              |              |              |                      |                      |
| Año                                                                     | 1996         | 1997         | 1998         | 1999         | 2000         | 2001         | 2002         | 2003         | 2004         | 2005         | 2006         | 2007         | 2008         | 2009         | 2010         | 2011         | Torneos J.           | Carrera V-D          |
| Torneos Jugados                                                         | 1            | 4            | 7            | 12           | 15           | 21           | 23           | 18           | 9            | 9            | 13           | 14           | 6            | 0            | 8            | 1            | Total: 160           | Total: 160           |
| Títulos–Finales                                                         | 0–0          | 2–2          | 3–3          | 2–2          | 1–1          | 3–6          | 2–6          | 8–11         | 5–5          | 4–5          | 6–10         | 10–11        | 2–2          | 0–0          | 2–4          | 0–0          | 50 / 160             | 50–68                |
| Dura V-D                                                                | 0–0          | 0–0          | 16–1         | 8–5          | 25–8         | 31–11        | 16–10        | 42–6         | 31–2         | 10–4         | 34–5         | 29–1         | 15–3         | 0–0          | 16–4         | 2–1          | 25 /                 | 275–61               |
| Tierra batida V-D                                                       | 1–1          | 11–2         | 5–3          | 20–3         | 8–2          | 15–4         | 16–4         | 20–1         | 4–2          | 24–0         | 16–2         | 14–1         | 1–1          | 0–0          | 8–3          | 0–0          | 13 /                 | 163–29               |
| Césped V-D                                                              | 0–0          | 0–0          | 0–0          | 0–0          | 1–2          | 10–1         | 7–2          | 8–2          | 0–0          | 0–1          | 10–1         | 9–1          | 0–0          | 0–0          | 8–1          | 0–0          | 4 /                  | 53–11                |
| Carpeta V-D                                                             | 0–0          | 0–0          | 0–0          | 5–2          | 2–3          | 1–2          | 13–5         | 5–2          | 0–0          | 0–0          | 0–0          | 11–1         | 0–0          | 0–0          | 0–0          | 0–0          | 1 /                  | 37–15                |
| Carrera V-D                                                             | 1–1          | 11–2         | 20–4         | 33–10        | 36–15        | 57–18        | 52–21        | 75–11        | 35–4         | 34–5         | 60–8         | 63–4         | 16–4         | –            | 32–8         | 2–1          | 50 / 160             | 528–116              |
| Victorias %                                                             | 50%          | 85%          | 83%          | 77%          | 71%          | 76%          | 71%          | 87%          | 90%          | 87%          | 88%          | 94%          | 80%          | –            | 80%          | 67%          | Carrera: 82%         | Carrera: 82%         |
| Rank. a fin de Año                                                      | –            | –            | 226          | 69           | 45           | 7            | 5            | 1            | 8            | 6            | 1            | 1            | –            | –            | 12           | –            | Premios: $20,863,335 | Premios: $20,863,335 |